# Haris Tabaković
Haris Tabaković (Grenchen, 20 giugno 1994) è un calciatore bosniaco con cittadinanza svizzera, attaccante del Borussia M'gladbach, in prestito dall'Hoffenheim.

## Carriera

### Club
Cresciuto nelle file dello Young Boys, esordisce in Super League durante la stagione 2012-2013. La stagione successiva viene prestato fino al termine del campionato al Wil, che milita in Challenge League, affinché giochi con continuità.

### Nazionale
Fa il suo esordio con la Svizzera Under-21 a Setúbal il 14 agosto 2013 in occasione della partita contro il Portogallo Under-21 entrando durante il secondo tempo al posto di Arlind Ajeti. Segna la sua prima rete durante la partita valida per le qualificazioni all'Europeo 2015 contro la Liechtenstein Under-21 disputatasi il 9 settembre 2013, siglando il momentaneo 2-0 (partita poi vinta per 6-0).
Nel 2023 decide di rappresentare la Bosnia ed Erzegovina, nazionale delle sue origini, da cui viene convocato per la prima volta nel novembre del medesimo anno. Esordisce il 16 del mese stesso nella sconfitta per 4-1 contro il Lussemburgo.